# Bemlos griseus
Bemlos griseus is een vlokreeftensoort uit de familie van de Aoridae. De wetenschappelijke naam van de soort is voor het eerst geldig gepubliceerd in 1970 door Sivaprakasam.